# 전북특별자치도수산기술연구소
전북특별자치도수산기술연구소(全北特別自治道水産技術硏究所)는 전북특별자치도의 수산자원의 조성·보존으로 내수면 및 연안자원의 증대, 수산종묘 생산과 시험연구·기술개발 보급·각종 재해에 대한 신속한 대응 등의 사무를 관장하기 위하여 전북특별자치도청 산하에 설치된 사업소이다.
연구소장은 지방기술서기관, 지방햐양수산연구관이나 지방어촌지도관으로 보한다.

## 조직
소장
- 자원조성과

### 산하 기관
- 민물고기시험장
- 수산질병센터
- 어업기술센터